# 今井修司
今井修司（いまい しゅうじ、1964年-）は、日本のイラストレーター。主に小説の挿絵やコンピューターゲームのキャラクターデザイン等を行っている。

## 作風
- 非常に人体デッサンが緻密で老若男女問わず様々なタイプの絵が描ける。作風が固まってくるのが「銀の腕輪のユーリ2」頃からで、2006年以降は宮岡寛の人気コンピューターゲーム「メタルサーガ」シリーズのキャラクターデザイン及びアートワークの監修を手掛ける。また、和智正喜とは親しい仲で、現在の和智正喜のHPのトップページは彼の絵が飾られている。

## コンピューターゲームキャラクターデザイン[要出典]
- 1992年 「レナス 古代機械の記憶」（ゲームモンスターデザイン）
- 1997年 「アランドラ」（スペシャルサンクス）
- 1999年 「アランドラ2 魔進化の謎」（キャラクターデザイン）
- 2006年 「メタルサーガ -鋼の季節-」（キャラクターデザイン）
- 2007年 「カナンの蒼い石」（キャラクターデザイン）
- 2007年 「メタルサーガ モバイル」（キャラクターデザイン）

## 小説挿絵・イラスト
- 1990年 「スーパーマリオワールド公式ガイドブック」（攻略本挿絵）
- 1992年 「ドラゴンクエスト ロト伝説2」（挿絵）
- 1994年 「銀の腕輪のユーリ」（小説挿絵）
- 1996年 「銀の腕輪のユーリ2」（小説挿絵）
- 2004年 「冒険ファンタジー名作選12 月世界最初の人間」（小説挿絵）
- 2005年 「SF名作コレクション2 タイムマシン」（小説挿絵）
- 2006年 「SF名作コレクション19 アルファCの反乱」（小説挿絵）
- 2007年 「月刊ケアマネジメント」（表紙連載）
- 2007年 「萌えわかり！妖怪変化ヴィジュアルガイド」（挿絵）
- 2008年 「新世紀エヴァンゲリオンクロニクル」（挿絵）

## 著作
- 2008年 「ほねほねザウルス　ティラノ・ベビーのぼうけん」（作画／ぐるーぷ・アンモナイツ名義）
- 2009年 「ほねほねザウルス　なぞのオオウミガメをさがせ！」（作画／ぐるーぷ・アンモナイツ名義）
- 2010年 「ほねほねザウルス　ぐるぐるジャングルで大ピンチ！」（作画／ぐるーぷ・アンモナイツ名義）
- 2010年 「ほねほねザウルス　たんけん！アバラさばくのピラミッド」（作画／ぐるーぷ・アンモナイツ名義）
- 2011年 「ほねほねザウルス　ティラノ・ベビー、おおぞらをとぶ！」（作画／ぐるーぷ・アンモナイツ名義）
- 2011年 「ほねほねザウルス　ティラノ・ベビー、かいぞくになる!?」（作画／ぐるーぷ・アンモナイツ名義）
- 2011年 「ほねほねザウルス　すすめ！ちていのあべこべランド」（作画／ぐるーぷ・アンモナイツ名義）

## 関連人物
- 和智正喜

## 公式サイト
- 3B